# Baska (Szlovákia)
Baska (szlovákul: Baška) község Szlovákiában, a Kassai kerület Kassa-környéki járásában.

## Fekvése
Kassától 5 km-re, nyugatra található.

## Története
1322-ben „Bosk”, 1326-ban „Bozky” néven említik. A 15.–16. században „Basko”, 1773-tól „Baska” alakban szerepel. A falut valószínűleg a 13. században alapították. Első ismert birtokosai Baskai Mátyás fiai, Domonkos és János voltak. A 15. században öt portát számláltak a faluban. 1447-ben Kassa városának faluja lett. A 16. században már szlovák többségű falu volt.
A 18. század végén Vályi András így ír róla: „BASKA. Tót falu Abaúj Vármegyében, Kassa Városának birtokában, lakosai katolikusok, szántó földgyei soványak, fa hordássál, és szekerezéssel szerzik kenyereket, fél mértföldnyire lévén Kassa Városától, vagyonnyaikat jól eladhattyák, legelője tsekély, harmadik Osztálybéli.”
Fényes Elek 1851-ben kiadott geográfiai szótárában így ír a faluról: „Baska, kis tót falu, Abauj vármegyében, 250 kath. lak. F. u. Kassa városa, melly utolsó postája.”
Borovszky Samu monográfiasorozatának Abaúj-Torna vármegyét tárgyaló része szerint: „Északra tőle a magaslaton, honnan már megláthatjuk Kassát, van a kis Baska, 27 házzal és 219 tót ajku lakossal. Postája és távirója Kassa. Mellette visz az erdőkön és az Idapatak bájos völgyén keresztül az út Aranyidkára. Egyike a legkellemesebb nyári utaknak. A magas hegyoldalak erdősége, a buja rét végtelennek látszó friss zöld szalagja, a zúgó folyócska, a zakatoló hámorok folyton foglalkoztatják szemünket, lelkünket.”
A trianoni diktátumig Abaúj-Torna vármegye Kassai járásához tartozott. 1938 és 1944 között – az I. bécsi döntés következtében – ismét magyar fennhatóság alá került.

## Népessége
| Év:            | 1994. | 2004.    | 2014.    | 2024.    |
| -------------- | ----- | -------- | -------- | -------- |
| Emberek száma: | 270   | 326      | 561      | 797      |
| Eltérés:       |       | +20,74 % | +72,08 % | +42,06 % |

| Év:            | 2023. | 2024.   |
| -------------- | ----- | ------- |
| Emberek száma: | 779   | 797     |
| Eltérés:       |       | +2,31 % |

1910-ben 240, túlnyomórészt szlovák anyanyelvű lakosa volt.
2001-ben 289 lakosából 285 szlovák volt.
2011-ben 437 lakosából 409 szlovák volt.